# Aurantioideae
Le Aurantioideae Eaton, 1836 (sin.: Citroideae Engler, 1896) sono una sottofamiglia della famiglia Rutaceae.

## Descrizione
La sottofamiglia comprende specie in prevalenza arboree ed arbustive che producono fiori tipicamente bianchi e fragranti.
Le foglie della maggior parte delle specie sono persistenti, con alcune eccezioni tra cui Citrus trifoliata e poche altre specie dei generi Aegle, Clausena e Murraya.
Il frutto è un esperidio con polpa succosa, suddivisa in logge, e scorza coriacea, di colore dal giallo-verde al rosso.
Foglie e frutti posseggono ghiandole che secernono sostanze aromatiche.

## Distribuzione e habitat
La maggior parte delle specie della sottofamiglia Aurantioidea è concentrata nell'Asia meridionale, nel sud-est asiatico e nell'Australasia (arcipelago indo-malese, Nuova Guinea e Australia); il loro areale si estende a est sino alla Nuova Caledonia e alla Melanesia, e a ovest sino all'Africa tropicale.

## Tassonomia
La sottofamiglia comprende 26 generi in due tribù:
Tribù Clauseneae
- Clausena Burm.f. (20 specie)
- Glycosmis Corrêa (52 spp.)
- Micromelum Blume (8 spp.)
- Murraya J.Koenig ex L. (16 spp.)

Tribù Citreae (sin.: Aurantieae)
- Aegle Corrêa (2 spp.)
- Aeglopsis Swingle (4 spp.)
- Afraegle (Swingle) Engl. (2 spp.)
- Atalantia Corrêa (22 spp.)
- Balsamocitrus Stapf (3 spp.)
- Bergera J.Koenig ex L. (1 sp.)
- Burkillanthus Swingle (1 sp.)
- Citropsis Swingle & Kellerm. (9 spp.)
- Citrus L. (28 spp.)
- Clymenia Swingle (2 spp.)
- Feroniella Swingle (1 sp.)
- Limonia L. (1 sp.)
- Luvunga Buch.-Ham. ex Wight & Arn. (10 spp.)
- Merope M.Roem. (1 sp.)
- Monanthocitrus Tanaka (4 spp.)
- Naringi Adans. (1 sp.)
- Pamburus Swingle (1 sp.)
- Paramignya Wight (17 spp.)
- Pleiospermium Swingle (7 spp.)
- Swinglea Merr. (1 sp.)
- Triphasia Lour. (3 spp.)
- Wenzelia Merr. (8 spp.)